# Demjén László (festő)
Demjén László (Kolozsvár, 1864. június 21. – München, 1929. július 18.) festő. Barabás Miklós unokája.

## Életpályája
Szülei: Demjén László (1836–1886) könyvkereskedő és Barabás Henriette (1842–1892) festőművész voltak. Művészeti tanulmányait a budapesti Mintarajziskolában kezdte, majd Münchenben fejezte be. Mesterei: Lotz Károly, Hollósy Simon és Wagner Sándor voltak. Münchenben telepedett le, ahol festőiskolát vezetett.
Nagyapjáról festett portréja a Magyar Nemzeti Galéria gyűjteményében található.

## Galéria
- Müncheni hölgy
- Férfi portré
- Csendélet hegedűvel